# Comin' Right Down on Top of Me
«Comin' Right Down on Top of Me» (en español: «Bajando directamente sobre mi») es una canción de rock escrita por el cantante y músico Myles Goodwyn.  Este tema se encuentra originalmente como la sexta pista del álbum First Glance de la agrupación canadiense April Wine, lanzado en 1978 por Aquarius Records.

## Publicación y recibimiento
En 1978, «Comin' Right Down on Top of Me» fue publicado como sencillo, siendo el segundo del disco First Glance.  Como melodía secundaria se incluyó el tema «Get Ready for Love» («Prepárate para el amor» en castellano), compuesto también por Goodwyn.  Este sencillo fue producido por Myles Goodwyn.
La revista canadiense RPM Magazine ubicó a este tema en la posición 46.º de la lista de los 100 canciones más populares el 26 de agosto de 1978.

## Lista de canciones

### Lado A
| side one |                                  |               |          |  |
| N.º      | Título                           | Escritor(es)  | Duración |  |
| 1.       | «Comin' Right Down on Top of Me» | Myles Goodwyn | 4:02     |  |

### Lado B
| side one |                      |               |          |  |
| N.º      | Título               | Escritor(es)  | Duración |  |
| 2.       | «Get Ready for Love» | Myles Goodwyn | 3:50     |  |

## Créditos
- Myles Goodwyn — voz principal, guitarra y teclados
- Brian Greenway — guitarra y coros
- Gary Moffet — guitarra y coros
- Steve Lang — bajo y coros
- Jerry Mercer — batería y coros

## Listas
| Año  | País   | Lista        | Posición máxima |
| ---- | ------ | ------------ | --------------- |
| 1978 | Canadá | RPM Magazine | 46.º            |